# Кириченко Василь Дмитрович
Кириченко Василь Дмитрович (нар. 29 грудня 1918, Боромля — 15 жовтня 1995, Київ
) — фахівець у галузі балістики та системного аналізу. Дружина Кириченко Марія Федорівна (12. 12. 1920. с. Недригайлів - 2. 9. 1997, Київ), батько Кириченка Володимира Васильовича. Генерал-лейтенант (1975), доктор технічних наук (1978), професор (1964). Заслужений діяч науки і техніки УРСР (1990).

## Життєпис
Закінчив Сумське артилерійське училище (1939), Військову артилерійську академію (Москва, 1947), де й служив після закінчення: 1951–54 — начальник кафедри зовнішньої балістики; 1954–58 — начальник кафедри балістики та заступник начальника Ленінградського вищого артилерійського інженерного училища; 1958–68 — заступник начальника Київського вищого артилерійського інженерного училища; 1968–72 — начальник 11 Державного Науково-Дослідного Випробувального Полігону (Емба 5); 1972–83 — засновник і начальник НДІ ППО Сухопутних військ; 1983–94 — професор кафедри Служби ракетно-артилерійського озброєння Військової Академії ППО Сухопутних військ (Київ). Досліджував проблеми зовнішньої балістики та теорії польоту зенітних керованих ракет, розробляв методи організації полігонних випробувань, технічного та тилового забезпечення військ ППО Сухопутних військ. Автор понад ста наукових статей і підручників та мемуарів «Воспоминания» (Київ, 1996).